# یانگ یانگ (اسکیت‌باز سرعت، زاده ۱۹۷۷)
یانگ یانگ (انگلیسی: Yang Yang؛ زادهٔ ۱۴ سپتامبر ۱۹۷۷) اسکیت‌باز سرعت اهل چین است. از افتخارات وی میتوان به کسب ۴ مدال نقره و یک مدال برنز در بازی‌های المپیک زمستانی اشاره کرد.